# Середня загальноосвітня школа

Середня школа № 305 у Дарницькому районі Києва; на передньому плані шкільний стадіон

Сере́дня загальноосві́тня шко́ла (англ. secondary school & high school) — загальноосвітня школа, в якій учні здобувають середню освіту.

## Історія
У часи СРСР, в УРСР, створена 1958 року відповідно до «Закону про зміцнення зв'язку школи з життям і про подальший розвиток системи народної освіти в СРСР», під назвою «Середня загальна трудова політехнічна школа з виробничим навчанням».
Час навчання — 11 років; завдання — дати загальну середню освіту і професійну підготовку для роботи в одній з галузі народного господарства або культури. У 1965 час навчання скорочено до 10 років (у школах з неросійською мовою навчання може тривати 11 років), згодом у 1966 і 1970 («Статут середньої загальноосвітньої школи») змінено назву школи на сучасну — середня загальноосвітня школа та обмежено завдання — дати насамперед загальну освіту, а разом з тим «формувати у молодого покоління марксистсько-ленінський світогляд та виховувати у високому почутті радянського патріотизму»; у 9 і 10 класах уведено військовий вишкіл. В Україні, з 5 класу наприкінці кожного навчального року; в інших радянських республіках — в кінці 8 і 10 року навчання, учні складають іспити. Українська мова в радянській Україні, не була обов'язковою для вивчення (1958, Постанова Пленуму ЦК КПРС про перехід українських шкіл на російську мову викладання), тож достатньо було батькам написати заяву, щоби їх дітям дозволили не відвідувати уроки з української мови та літератури.
Випускники середніх загальноосвітніх шкіл одержують атестат і мають право вступу до вищих навчальних закладів (1970 рік, Наказ Міністерства освіти СРСР про написання і захист усіх дисертацій лише російською мовою). Серед середніх загальноосвітніх шкіл, вирізняються деякі спеціальні напрямки шкіл: неповні (7(8) або 9-річки), школи з виробничим навчанням, з поглибленим навчанням поодиноких дисциплін; школи з подовженим днем (заснована 1960), у яких учні перебувають під безпосереднім доглядом педагогів цілий день; вечірні (змінні) і заочні школи для робітничої молоді (вони діють у складі 9, 10 і 11 клас). В УРСР у 1973—74 було 7612 денних середніх загальноосвітніх шкіл з 4 851 200 учнів, у тому числі 952 700 у 9—11 класах.

## В сучасній Україні
Середня загальноосвітня школа згідно з Законом України «Про освіту» (2017) є основним видом середніх навчальних закладів і складається з трьох ступенів, з яких складаються рівні освіти:
- перший — початкова школа (забезпечує початкову загальну освіту),
- перший та другий ступені — неповна середня школа (забезпечує базову загальну середню освіту),
- перший, другий та третій ступені — середня школа (забезпечує повну загальну середню освіту).

## За кордоном

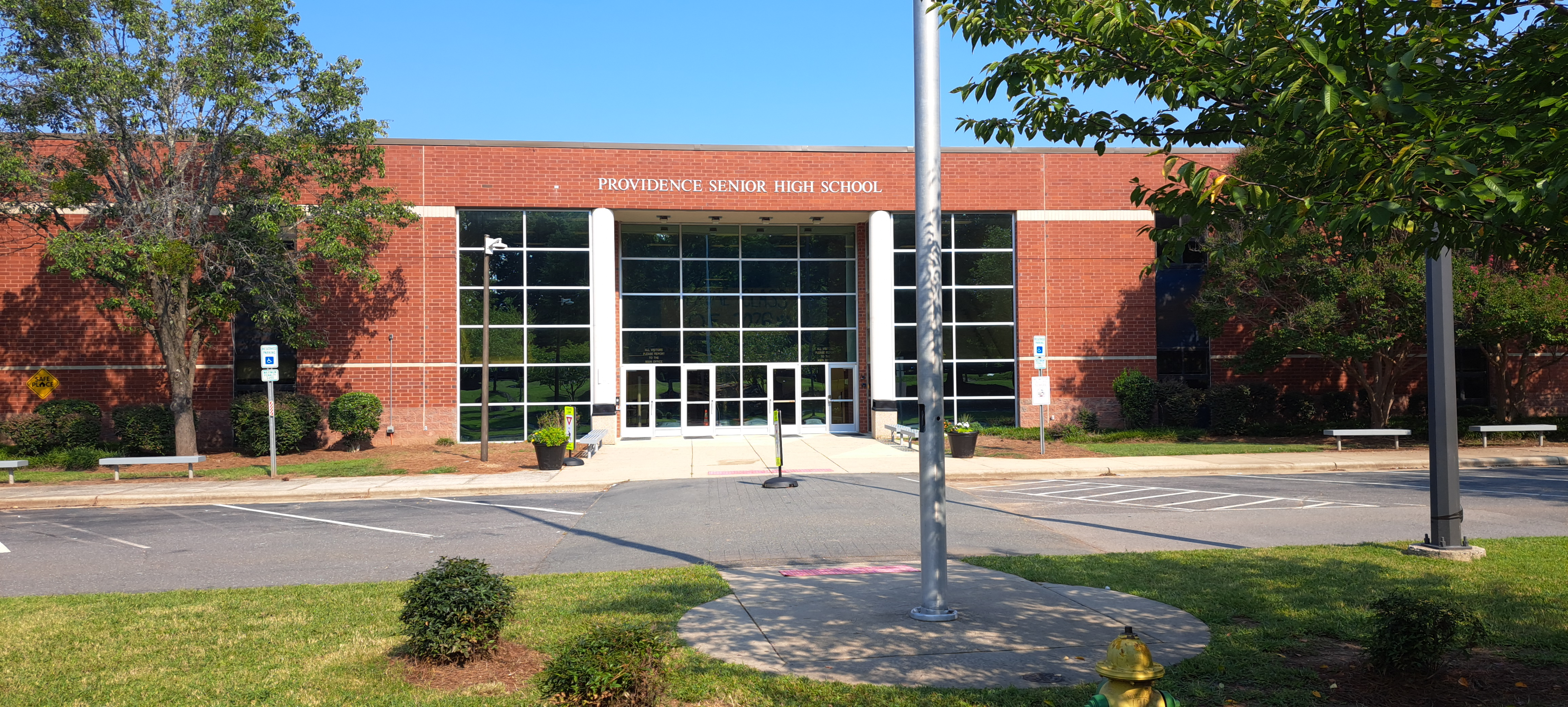
Середня школа міста Провіденс (США)

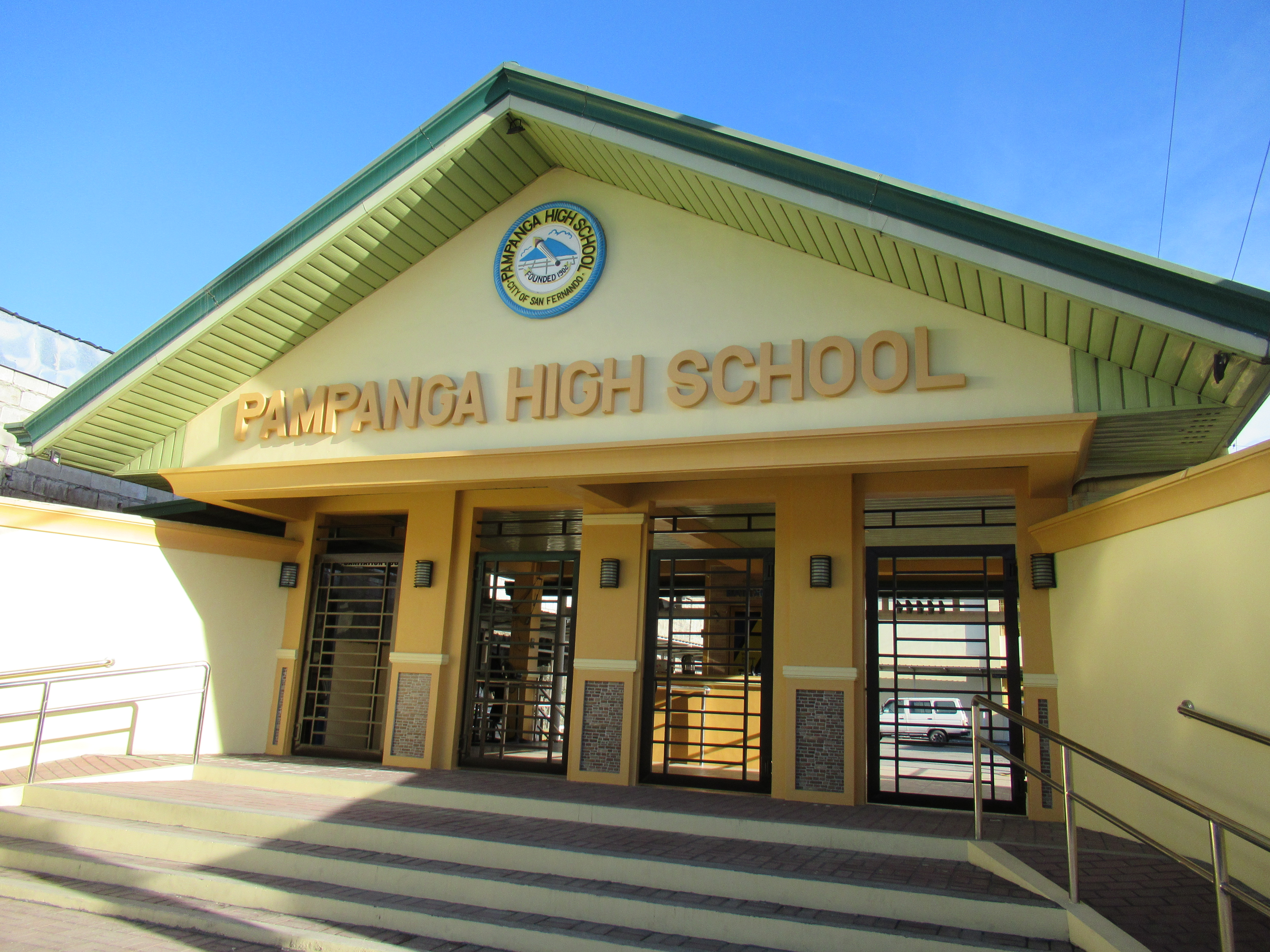
Середня школа Пампанги, місто Сан-Фернандо, Філіппіни

У США система середньої освіти складається з окремих середніх і старших шкіл. У Великій Британії більшість державних і приватних шкіл приймають учнів віком від 11–16 або 11–18 років; деякі британські приватні школи, тобто державні школи, приймають учнів віком від 13 до 18 років.
Середні школи є продовженням початкових шкіл і готують до професійної або вищої освіти. Зазвичай відвідування є обов'язковим для студентів до 16 років. Організації, будівлі та термінологія більш-менш унікальні в кожній країні.

## Назви середніх шкіл за державами
- Аргентина: secundaria or polimodal, escuela secundaria
- Австралія: high school, secondary college
- Австрія: Gymnasium (Ober- & Unterstufe), Hauptschule, Höhere Bundeslehranstalt (HBLA), Höhere Technische Lehranstalt (HTL)
- Бельгія: secundair onderwijs/école secondaire, humaniora/humanités
- Бразилія: ensino médio (officially), segundo grau (formerly)
- Болгарія: cредно образование (grades 8–12)
- Канада: High school, junior high or middle school, secondary school, école secondaire, collegiate institute, polyvalente
- Китайська Народна Республіка: zhong xue (中学; literally, middle school), consisting of chu zhong (初中; 初级中学; literally low-level middle school) from grades 7 to 9 and gao zhong (高中; 高级中学; literally high-level middle school) from grades 10 to 12
- Естонія: upper secondary school, gymnasium, Lyceum
- Франція: collège (junior), lycée (senior)
- Німеччина: Gymnasium, Gesamtschule, Realschule, Hauptschule, Fachoberschule
- Гонконг: Secondary school (中學 zung1 hok6)
- Індонезія: sekolah menengah atas (SMA) (lit. «upper middle school»), sekolah menengah pertama (SMP) (lit. «first middle school»), sekolah menengah kejuruan (SMK) (vocational school, lit. «middle vocational school»)
- Ізраїль: Bet Sefer Tichon (בית ספר תיכון) (literally middle school, but in reality grades 9-12)
- Італія: scuola secondaria di primo grado (3 years) + scuola secondaria di secondo grado (5 years): Liceo, Istituto Tecnico and Istituto professionale
- Японія: chūgakkō (中学校; literally middle school), kōtōgakkō (高等学校; literally high school), chūtōkyōikugakkō (中等教育学校; Secondary School) — In the pre-Meiji educational system, the equivalent was called «chūsei»
- Латвія: vidusskola (literally middle school)
- Литва: vidurinė mokykla (literally middle school), gimnazija (gymnasium), licėjus (lyceum)
- Норвегія: videregående skole
- Філіппіни: mataas na paaralan; can be divided into «junior high school» (grades 7–10) and «senior high school» (grades 11–12)
- Польща: liceum (grades 9–12), technikum (technical secondary school)
- Португалія: 2º Ciclo do Ensino Básico (5th and 6th grades), 3º Ciclo do Ensino Básico (7th to 9th grades), and Ensino Secundário, Liceu (10th to 12th grades)
- Румунія: gimnaziu (grades 5–8), liceu (grades 9–12)
- Словаччина: gymnázium (i.e. gymnasium, also translated as grammar school or high school)
- Словенія: gimnazija (gymnasium), srednja šola (literally middle school)
- Південна Корея: 중고등학교 (中高等學校・Chung'godŭnghakkyo), 중등교육 (Chungdŭng'gyoyuk; literally middle education), comprising 중학교 (Chunghakkyo; the Lower secondary school, years 7–9, though referred to as «middle school grades 1–3») and 고등학교 (Kodŭnghakkyo; the Upper secondary school, years 10–12, though referred to as «high school grades 1–3»)
- Іспанія: educación secundaria, composed of two cycles: E.S.O. (Educación Secundaria Obligatoria, compulsory secondary education, 4 years, 7th to 10th grade) and bachillerato (non-compulsory secondary education, 2 years, 11th and 12th grade); formerly (for those born until 31 December 1983), primary education comprised up to the 8th grade and the secondary education was composed of two non-compulsory cycles: B.U.P. (Bachillerato Unificado Polivalente, 3 years, 9th to 11th grade) and C.O.U. (Curso de Orientación Universitaria, 1 year, 12th grade)
- Швеція: gymnasium
- Тайвань: Junior High School (國民中學), Senior High School (高級中學), Vocational High School (高級職業中學), Military School (軍校), and Complete High School (完全中學).
- Туреччина: Lise
- Велика Британія
  - Англія, Уельс: secondary school (може також називатись high school)
  - Північна Ірландія: secondary school або grammar school
  - Шотландія: high school або academy
- Сполучені Штати Америки: high school (зазвичай 9—12 класи, але інколи 10—12, також може називатись senior high school)завжди вважається середньою освітою; junior high school, intermediate school чи middle school (6—8, 7—8, 6—9, 7—9 або інші варіації) іноді вважаються середньою освітою.